# 布鲁诺·罗西
布鲁诺·贝内代托·罗西（義大利語：Bruno Benedetto Rossi，/ˈrɑːsi/，義大利語：[ˈrossi]，1905年4月13日—1993年11月21日），意大利实验物理学家。他对粒子物理学和宇宙射线的研究做出了重大贡献。
1947年至1966年間，布鲁诺·贝内代托·罗西數度獲得諾貝爾物理學獎提名。

## 奖项和荣誉

### 奖项
- 沃尔夫物理学奖 (1987)
- 美国国家科学奖章 (1985年)
- 美国文理科学院拉姆福德奖 (1976年)
- 埃利奥特·克雷森奖章 (1974年)
- 意大利物理协会金质奖章 (1970年)
- 巴勒莫大学，杜伦大学和芝加哥大学名誉博士

### 以他命名的事物
- 美国国家航空航天局罗西X-射线计时探测器
- 美国天文学会高能天体物理分会布鲁诺·罗西奖
- 麻省理工学院布鲁诺·罗西讲席教授

## 出版物
- Rossi, Bruno. . New York: Prentice-Hall. 1952. OCLC 289682.
- Rossi, Bruno. . New York: McGraw-Hill. 1964.
- Rossi, Bruno; S. Olbert. . New York: McGraw-Hill. 1970.
- Rossi, Bruno. . Cambridge: Cambridge University Press. 1990. ISBN 0-521-36439-6.
- Rossi, Bruno. . Reading, MA: Addison Wesley. 1957.
- Rossi, Bruno.  201 (5): 135–46. 1959 (Nov 1959). Bibcode:1959SciAm.201e.134R. PMID 14439229. doi:10.1038/scientificamerican1159-134.